# Nukleárie
Nukleárie (též nuklearie) jsou malou skupinou volně žijících heterotrofních bezbičíkatých améb, blízkých houbám.
V širším smyslu současného pojetí – Rotosphaerida (s mladšími synonymy Cristidiscoidea, Nucleariae příp. Nuclearimorpha) – jsou sesterským kladem hub (Fungi v současném širším smyslu – tedy včetně rozellomycet a afelidií). Jeho taxonomický rank se systém od systému velmi liší – od říše až po řád, což odráží dřívější nejednotnost při určování jejich fylogenetického postavení i rozdílnost současných přístupů v systematice.
V užším smyslu (bez fontikulidů) jde o jeden jejich řád – Nucleariida.
V nejužším smyslu se jedná o rod Nuclearia Cienkowski, 1865.
Nejedná se o skupinu významnou z hlediska počtu druhů ani ekologického vlivu. Je však důležitá pro pochopení původu a evoluce opistokontních protistů, zejména hub.

## Vzhled
Jedná se o bezbičíkaté, zpravidla kulovité, řidčeji ploché nebo protáhlé améby s vybíhajícími nerozvětvenými i rozvětvenými filopodiemi (nitkovitými panožkami), výjimečně s jedinou lobózní panožkou.
Mají různé velikosti buněk, od cca 3 μm (Parvularia) do několika desítek μm (Pompholyxophrys).
Vnitřní organizace buněk je relativně jednoduchá. Buněčné jádro, umístěné v centrální části buňky, má výrazné středové jadérko; u některých rodů se vyskytují buňky s několika jádry. Mitochondrie mají lamelární (ploché) nebo diskovité kristy. Buňky obsahují více či méně potravních vakuol – různě zbarvených (zelených, žlutých, oranžových a červených) v závislosti na požité potravě, kontraktilní vakuoly (u sladkovodních druhů), případně i lipidové globule. Perinukleární Golgiho aparát, který obsahuje četné diktyozomy; je důležitý pro produkci povrchového slizu či tmelu pro agregaci buněk do stopky mnohobuněčných plodniček (Fonticula).
Velká diverzita mezi jednotlivými druhy nukleárií spočívá v rozličných buněčných obalech:
- holé buňky (Fonticula, Nuclearia – některá stadia, Vampyrellidium);
- s průsvitným slizovým obalem, někdy vícevrstvým (Lithocolla, Nuclearia – některá stadia, Parvularia);
- pokryté endogenními částicemi (vnitrobuněčného původu) na bázi oxidu křemičitého (tzv. idiozomy); mohou to být plné, dírkované nebo ostnaté šupinky (Pinaciophora, Rabdiaster, Rabdiophrys, Thomseniophora), působivé jsou křemičité perličky na povrchu buněk rodu Pompholyxophrys;
- pokryté exogenními částicemi (xenozomy), jako zrnky písku nebo úlomky schránek rozsivek (např. Elaeorhanis, Lithocolla).

Chybí jim cytoplazmatické mikrotubuly (s výjimkou rodu Vampyrellidium, pokud do nukleárií patří), nikdy nemají ani bičíky (ztratily i genetickou výbavu pro jejich tvorbu). Nemají ani extruzomy.
Některé nukleárie se mohou vyskytovat v odlišných stadiích s různou morfologií buněk (kulaté plovoucí nebo kráčející po panožkách, zploštělé plazivé, protáhlé připevněné k substrátu), někdy tvoří mnohojaderné formy vzniklé fúzí více buněk. Vytvářejí i cysty, tedy zapouzdřená stadia.

## Výskyt, potrava, ekologie
Nukleárie se vyskytují ve vodních prostředích po celém světě – většinou jsou sladkovodní, ale některé žijí také v brakických vodách nebo v moři, některé žijí mimo vodní prostředí (povrchové půdní organismy, některé žijí i ve výkalech).
Zpravidla se jedná o volně žijící predátory, výjimečně (některá stadia) jsou přisedlé k podkladu.
Jedná se o neparazitické, fágotrofní organismy.
V závislosti na druhu jsou konzumenty detritu, živí se jednobuněčnými malými bakteriemi, velkými kokoidními i vláknitými sinicemi nebo eukaryotickými jednobuněčnými řasami (zelenými i chromistními, jako jsou rozsivky), případně kvasinkami.
Výjimečně (např. Fonticula alba) se mohou vyskytovat i hlenkám podobná sociální stádia dvojího druhu:
- jednotlivé buňky se shlukují a vytvářejí plodničku (tzv. sorokarp) se stopkou; buňky stopky (stmelené pojivem tvořeným v Golgiho aparátu) jsou tak obětovány na vytvoření vyvýšené struktury, ze které se zapouzdřené buňky mohou snadněji rozptýlit ve formě oválných spor;[8]
- byl popsán i soubor buněk s dynamickou organizací vůdce – následovníci, který sestává z několika až několika desítek buněk, které se rychle pohybují určitým směrem, a přitom jedna buňka na přední straně společný pohyb vede a zbytek ji následuje jako shluk buněk se vzájemným propojením vnitřně podpořeným aktinem; pravděpodobným účelem je „lov“ potravy v prostředí s jejím sníženým výskytem.[9]

Slizové obaly nukleárií mohou obsahovat ektosymbiotické bakterie, které jim mohou pomáhat při rozkladu kořisti nebo zajištění odolnosti k toxickému prostředí. Některé druhy (z rodů Nuclearia či Pompholyxophrys) obsahují i endosymbiotické bakterie ve vnitrobuněčných váčcích, zvaných symbiozomy.

## Systém a fylogeneze

### Vývoj názorů na systematické zařazení
První nukleárie byly objeveny před více než 150 lety. Koncem 19. století byly popsané druhy (včetně domnělých) klasifikovány jako filózní améby. Pokrok nastal až ve 2. polovině 20. století, kdy byla jako taxon vytvořena skupina Rotosphaeridia (později řád Rotosphaerida) uvnitř slunivek, který zahrnoval bezbičíkaté filózní měňavky bez axopodií, tedy panožek vyztužených mikrotubuly. Později byly navrženy čeledi Nucleariidae a Pompholyxophryidae a sjednoceny do společného řádu Cristidiscoidida na základě jejich společného ultrastrukturního znaku – diskovitých mitochondriálních krist. Pozdější systematická syntéza k nim přičlenila i původní čeledi filózních améb s tubulárními kristami (Vampyrellidae, Arachnulidae) a nakonec byl řád povýšen na podtřídu Cristidiscoidia případně třídu, aby zahrnul i řády Fonticulida a Ministeriida (fontikulidi byli předtím řazeni k akrasidním hlenkám, a to podle sociálního chování a tvorby plodniček; ministerie v současnosti opět přeřazeny z holomykot do holozoí, tedy k opisthokontní větvi vedoucí k živočichům). Poté, co byly ve 21. století ustaveny na základě fylogenomických analýz eukaryotické superskupiny, našly nukleárie svou pozici uvnitř Opisthokonta (přestože nemají bičík), a to na vývojové větvi vedoucí k houbám. Došlo jen k některým korekcím na úrovni rodů (např. Belonocystis přeřazen do měňavkovců, Micronuclearia do rigifilidů, tedy do kladu CRuMs).
Vedle systematiky podle protistologů je nutno zmínit i přístup současných mykologů, kteří ve snaze postavit nukleárie na stejnou úroveň, jako jsou houby, a dvě hlavní linie nukleárií na úroveň kmenů odpovídajících bazálním větvím fylogenetického stromu hub, taxonomicky povyšují nukleárie až na říši se dvěma kmeny.

### Fylogenetické postavení a společný předek
Fylogenetické analýzy prokázaly, že nukleárie patří do superskupiny Opisthokonta, z jeho dvou fylogenetických linií pak do kladu Nucletmycea (se synonymy Holomycota, případně Holofungi). Ten podle současných poznatků tvoří dvě sesterské skupiny. Jednou z nich jsou houby (Fungi) v současném širším pojetí (zahrnující i rozellidy, mikrosporidie a afelidie, tj. které odpovídá dřívějšímu označení Zoosporia), druhou jsou pak nukleárie v širším smyslu – Rotosphaerida (se synonymy Cristidiscoidea, Nucleariae či Nuclearimorpha).
Protože jak všechny linie kladu Holozoa (zvířata a příbuzní protisté), tak Nucletmycea kromě nukleárií jsou původem jednobičíkatí fágotrofové, předpokládá se, že poslední společný předek nukleárií byl také fágotrofem, ale ztratil opistokontní bičík a v důsledku toho přišel o polaritu buněk (tj. nepředpokládá se vícenásobná nezávislá ztráta bičíku v několika liniích). Lze také předpokládat, že měl slizovitý plášť a schopnost tvořit zapouzdřené formy – cysty.

### Vnitřní fylogenetické vztahy
Celý klad tvoří podle současných znalostí (2022, stabilní od r. 1993) dvě hlavní linie (zpravidla postavené na úroveň řádů):
- fontikulidi (řád Fonticulida) – drobnější, schopní shlukovat se a vytvářet plodničky;
- nukleárie (v užším smyslu, řád Nucleariida) – větší, samostatné buňky, netvoří plodničky.

Topologie fylogenetického stromu i jeho podrobnější větvení však vyžaduje solidnější podporu provedením dalších fylogenomických analýz (kvůli malému počtu rodů a velké morfologické i ekologické rozrůzněnosti i uvnitř nich nelze vycházet z popisných znaků bez molekulárně biologické podpory).

### Systematika
V následujícím systému se úmyslně neuvádějí taxonomické ranky a s výjimkou čeledí a kurzívou vyznačených rodů ani autor a rok popisu, neboť se v různých zdrojích významně liší a mohly by být zavádějící z hlediska obsahu taxonů – viz externí odkazy. Zařazení mnoha rodů (označeny ?) není zatím dostatečně podloženo fylogenomicky; totéž platí pro čeleď Pompholyxophryidae. Ta se může ukázat jako parafyletická nebo polyfyletická, pak by její předpokládané rody spadaly do šířeji pojaté čeledi Nucleariidae. I celý řád Nucleariida v níže uvedeném rozsahu může být parafyletický a některé do něj zařazené rody (Lithocolla, Pompholyxophrys) mohou být fylogeneticky bližší fontikulidům než rodu Nuclearia, jak naznačuje studie z r. 2025.
- Nucletmycea / Holomycota
  - Fungi
  - Rotosphaerida (Cristidiscoidea / Nucleariae / Nuclearimorpha) – nukleárie (v širším smyslu)
    - Fonticulida – fontikulidi
      - Fonticulidae Worley, Raper & Hohl, 1979 (dříve též Fonticulaceae[pozn. 2])
        - Fonticula Worley, Raper & Hohl, 1979;
        -  ? Parvularia López-Escardó et al., 2018

    - Nucleariida – nukleárie (v užším smyslu)
      - Nucleariidae Cann & Page 1979
        - Nuclearia Cienkowski, 1865 – nukleárie (v nejužším smyslu);
        -  ? Elaeorhanis Greeff, 1873;
        -  ? Lithocolla Schulze, 1874;
        -  ? Vampyrellidium Zopf, 1885

      -  ? Pompholyxophryidae  Page 1987
        - Pompholyxophrys Archer, 1869
        -  ? Pinaciophora Greeff, 1873 (zahrnuje i druhy z dřívějšího rodu Potamodiscus J. Gerloff, 1968);
        -  ? Rabdiaster Mikrjukov, 1999;
        -  ? Rabdiophrys Rainer, 1968;
        -  ? Thomseniophora Nicholls, 2013 (některé druhy se v některých zdrojích vyčleňují do samostatných rodů Turriplaca Cavalier-Smith and Chao 2012; Eiffelospina Cavalier-Smith and Chao 2012).

## Vybrané rody
Stručný přehled vlastností je omezen na rody, u kterých příslušnost k nukleáriím (v širším smyslu) potvrdily fylogenomické analýzy; údaje o počtu druhů jsou k r. 2022.
Fonticula
- velikost 5–12 μm
- holé buňky
- lobózní nebo filózní panožky
- jednojaderné i vícejaderné buňky
- sociální stádia (rozmnožovací plodničky i společně „lovící“ společenství)
- jediný izolovaný druh

Lithocolla
- velikost 10–50 μm
- buňky s jednovrstvým slizovým obalem a xenozomy
- filózní panožky
- zabarvené potravní vakuoly
- jednojaderné buňky
- 2 popsané druhy (bez molekulárního potvrzení, že oba patří ke stejnému rodu)

Nuclearia
- velikost 10–60 μm
- buňky s jednovrstvým nebo dvouvrstvým slizovým obalem, často s ektosymbiotickými bakteriemi
- mnoho tvarových forem buněk (kulaté plovoucí nebo kráčející po panožkách, zploštělé plazivé, protáhlé připevněné k substrátu – např. k vláknům sinic)
- zabarvené potravní vakuoly
- endosymbiotické bakterie
- jednojaderné i vícejaderné buňky
- 12 morfologicky popsaných druhů (čtyři potvrzené molekulárně)

Parvularia
- velikost 3–5 μm
- buňky s jednovrstvým slizovým obalem
- filózní panožky
- jednojaderné i vícejaderné buňky
- vakuoly vyplňují velkou část cytoplazmy
- jediný izolovaný druh

Pompholyxophrys
- velikost 15–66 μm
- buňky s jednovrstvým slizovým obalem a perličkovitými idiozomy
- filózní panožky
- zabarvené potravní vakuoly
- endosymbiotické bakterie
- jednojaderné buňky
- 7 morfologicky popsaných druhů